# Зирянка (Горноуральський міський округ)
Зиря́нка (рос. Зырянка) — присілок у складі Горноуральського міського округу Свердловської області.
Населення — 25 осіб (2010, 23 у 2002).
Національний склад станом на 2002 рік: росіяни — 100 %.